# Smailagića Polje
Smailagića Polje (en serbe cyrillique : Смаилагића Поље) est un village du centre du Monténégro, dans la municipalité de Kolašin.

## Démographie

### Évolution historique de la population
| 1948 | 1953 | 1961 | 1971 | 1981 | 1991 | 2003 |
| ---- | ---- | ---- | ---- | ---- | ---- | ---- |
| 194  | 198  | 215  | 411  | 470  | 738  | 937  |